# Matilde di Shabran
Personnages
- Corradino (Cuor di ferro) (ténor)
- Matilde di Shabran (soprano)
- Edoardo (contralto)
- Raimondo Lopez, son père (basse)
- Aliprando, médecin (basse)
- Isidoro, poète, (basse)
- Contessa d'Arco (mezzo soprano)
- Ginardo, garde, (basse)
- Egoldo, chef des paysans (ténor)
- Rodrigo, chef des gardiens (ténor)
- Udolfo, geôlier (rôle muet)

Matilde di Shabran, o sia Bellezza, e Cuor di ferro est un opéra de Gioachino Rossini. Il s'agit d'un melodramma giocoso en deux actes, appartenant au genre semiseria.
Le livret, de Jacopo Ferretti, est tiré des œuvres suivantes :
- le livret de l'opéra comique Eupherosine et Coradin, ou le Tyran corrigé de François-Benoît Hoffman, déjà mis en musique par Étienne Nicolas Méhul (1790) ;
- la pièce de théâtre Mathilde (1799) de Monvel ;
- le livret Il Corradino de Simeone Antonio Sografi (it), mis en musique par Francesco Morlacchi (1808) ;
- Il trionfo della bella, ovvero Corradino Cuor di ferro de Gaetano Rossi, mis en musique par Stefano Pavesi (1809).

L'opéra fut composé en toute hâte. Rossini a confié la rédaction des récitatifs secs à un assistant inconnu, et Giovanni Pacini a composé trois pièces. En outre, il a utilisé la technique de l'auto-plagiat, comme il l'avait déjà fait auparavant, et a recyclé la musique d'autres opéras composés plus tôt : en l'occurrence, de Ricciardo e Zoraide et de La donna del lago, alors que la symphonie d'ouverture provient en partie de Eduardo e Cristina.
La première eut lieu le 24 février 1821 au Teatro Apollo à Rome. L'opéra n'a pas été un succès dès le départ, mais il fut repris fréquemment par la suite. Rossini a retravaillé l'œuvre pour une reprise au Teatro del Fondo de Naples qui fut jouée le 11 décembre 1821, partiellement traduite en napolitain, et intitulée Bellezza e Cuor di Ferro.
Après avoir sombré dans l'oubli pendant quelques décennies, cet opéra connut quelques reprises dans les années 1980 et 1990. Juan Diego Florez a fait des débuts remarqués dans le rôle masculin principal de Corradino en 1996 au Festival de Pesaro, rôle qu'il a depuis repris en 2004 à Pesaro, en 2008 à Londres, et en 2012 derechef à Pesaro.
En 1981, la version de Rome avait été donnée en concert au Grand Auditorium de Radio France, avec Adelaïde Negri et Bruce Brewer, sous la baguette de Maurizio Arena. Les morceaux composés par Pacini au second acte n'avaient pas tous été joués. Manquait le terzetto (n°7).
Une récente captation au Festival de Wilbad en 2019 et éditée en CD par le label Naxos restitue en entier la version de Rome avec l'intégralité des morceaux composés aussi bien par Rossini que par Pacini.

## Personnages
| Personnage                          | Tessiture requise | Interprète en 2004 - Festival de Pesaro - | Interprète en 2012 - Festival de Pesaro - |
| ----------------------------------- | ----------------- | ----------------------------------------- | ----------------------------------------- |
| Matilde Shabran                     | soprano           | Annick Massis                             | Olga Peretyatko                           |
| Corradino, Cuor di Ferro            | ténor léger       | Juan Diego Florez                         | Juan Diego Florez                         |
| Isidoro, poète                      | baryton           | Bruno de Simone                           | Paolo Bordogna                            |
| Edorado Lopez                       | contralto         | Hadar Halevy                              | Anna Goryachova                           |
| Aliprando, médecin de Corradino     | baryton-basse     | Marco Vinco                               | Nicola Alaimo                             |
| Contessa d'Arco                     | mezzo-soprano     | Chiara Chialli                            | Chiara Chialli                            |
| Egoldo, chef des paysans            | ténor             | Gregory Bonfatti                          | Giorgio Misseri                           |
| Rodrigo, chef des gardes du château | ténor             | Lubomír Moravec                           | Ugo Rosati                                |
| Ginardo, garde                      | basse             | Carlo Lepore                              | Simón Orfila                              |
| Raimondo Lopez, père d'Edoardo      | basse             | Bruno Taddia                              | Marco Filippo Romano                      |
| Udolfo, geôlier                     | rôle muet         |                                           | Dario Sallusto                            |

## Argument

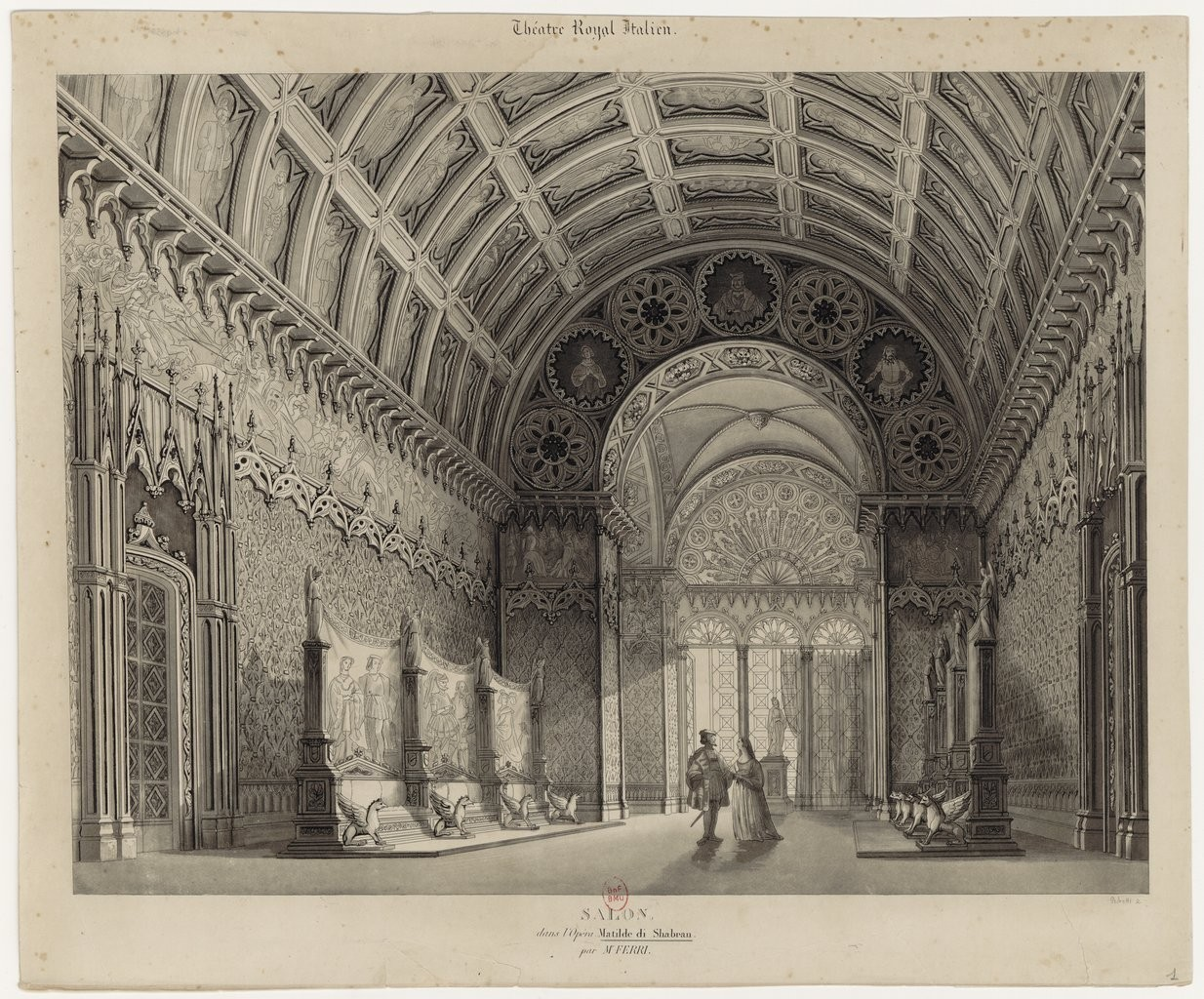
Le salon, décor créé par Domenico Ferri en 1829 pour la reprise parisienne de Matilde di Shabran.

L'action se déroule en Espagne au château de Corradino et dans ses environs.

### Acte I
Un groupe de villageois se rend au château de Corradino pour porter des victuailles, et tombe sur Ginardo, le gardien du donjon, qui trace un portrait peu avenant du maître des lieux. Aliprando, le médecin de Corradino arrive et leur conseille de partir : si les menaces de mort affichées ici et là ne les impressionnent pas plus que ça (« bagatelle! »), ils hurlent d'effroi en apprenant que Corradino, en plus d'être misanthrope et colérique, est également misogyne, et qu'il déteste toutes les femmes sans distinction. Ils s'enfuient horrifiés quand Aliprando annonce l'arrivée du maître.
Un peu plus tard, Isidoro arrive au château, guitare à la main, et improvise brièvement une chanson poétique. La faim, la soif et le sommeil l'empêchent bien vite de continuer. Il espère alors que le seigneur du château saura se montrer généreux. Inquiété par les panneaux menaçants et l'arrivée de Ginardo, il décide de s'enfuir, mais il en est empêché par Corradino lui-même, qui le menace instantanément d'une mort prompte. À la suite d'une confrontation où Isodoro enchaîne les maladresses, celui-ci se fait mettre aux fers. Aliprando lui promet de lui venir en aide.
Aliprando informe Corradino que Matilde di Shabran, fille d'un illustre guerrier mort au combat, souhaite avoir une audience avec lui, ce qu'il accepte. Ginardo amène à Corradino le fils de son ennemi Raimondo, Edoardo, afin que celui-ci reconnaisse sa défaite. Loin de se plier à ces exigences, ce dernier déclare même souhaiter le mépriser à tout jamais. Il se lamente de la douleur que doit ressentir son père, pendant que Corradino lui promet la liberté en échange de sa soumission, en vain.
Pendant ce temps, Matilde explique à Aliprando comment elle va s'y prendre pour faire chavirer le cœur de Corradino. Aliprando la met en garde contre la difficulté de la tâche, étant donné son surnom Cuor di Ferro (Cœur de Fer). Matilde ignore ces avertissements, bien décidée à vaincre. La Comtesse d'Arco, amoureuse et promise à Corradino, arrive face à Matilde, et les deux s'observent et s'affrontent verbalement. Corradino entre en scène et se retrouve bien vite sous le charme de Matilde, impertinente et insoumise, ce qui fait enrager la Comtesse.
Resté seul avec Aliprando, Corradino s'interroge sur le mal qui le ronge. Étonné que son médecin lui diagnostique « le mal d'amour », il croit trouver en Isidoro la cause de son malheur, et l'accuse de lui avoir lancé un maléfice. Il s'apprête à le faire mettre en pièces quand Matilde lui demande une audience. Les larmes aux yeux, elle demande son pardon pour l'avoir offensé, et lui chante son amour (tout en riant en aparté). Faussement rongée par les remords, elle décide de partir. Corradino refuse ce départ, et lui fait sa déclaration à son tour.
Aliprando interrompt leur duo pour annoncer que le père d'Edoardo, Raimondo, vient avec ses troupes chercher son fils. Tous se préparent pour la bataille. Voyant Edoardo trembler pour son père, Matilde essaie de faire compatir Corradino. Non seulement ceci est vain, mais en plus ça éveille sa jalousie, sous l'œil attentif de la Comtesse. Après avoir laissé le commandement du château à Matilde, Corradino rejoint le bataillon qui se met en marche.

### Acte II
Isidore écrit un chant sur ses exploits au champ de bataille, perché sur un arbre sur lequel il s'est caché. Quand un groupe de guerriers et de paysans le découvre, il clame ses vers à cette foule incrédule.
De son côté, Raimondo, abandonné par ses troupes, se lance à la recherche de son fils. Ce dernier se lamente, et au cœur de sa complainte, il entend son père l'appeler. Ils se retrouvent au moment où surgit Corradino. Un duel éclate entre Edoardo et Corradino, interrompu par le premier, qui laisse entendre que c'est Matilde qui l'a libéré. Corradino quitte les lieux, résolu à se venger d'elle.
On apprend juste après que la Comtesse est derrière ce coup : elle a soudoyé le gardien pour faire libérer Edoardo. Étant donné que Matilde était en responsable du château, les soupçons se porteront nécessairement sur elle. Corradino arrive, et fait chercher Edoardo. La nouvelle de son évasion se répand. Au même moment, une lettre est apportée à Matilde. Corradino s'en empare, et lit une déclaration enflammée signée par Edoardo. N'écoutant pas les protestations de celle-ci, ni de son entourage, il la condamne à mort. Elle sera jetée du haut d'une falaise. Tous, sauf la Comtesse, sont horrifiés.
Un groupe de paysannes vient voir Corradino pour demander la grâce de Matilde, en vain. Isidoro arrive et la déclare morte. La Comtesse jubile et demande tous les détails. Isidoro s'exécute, dans un style poétique bien particulier. Corradino dit ne rien regretter. Edoardo entre en scène, révèle l'innocence de Matilde et le complot de la Comtesse, qui prend la fuite. Corradino est pétri de remords.
Il décide donc de se mettre fin à ses jours en se lançant de la même falaise, mais il en est empêché au dernier moment par Aliprando et Ginardo. Edoardo va chercher Matilde au château de son père, et le couple est réuni. Matilde, d'abord revêche, fait promettre à Corradino d'ouvrir son cœur à la bonté, ce qu'il fait. La trêve est signée avec Raimondo. Matilde entame son chant final, heureuse que Corradino aime enfin. La morale, reprise par le chœur, est que « les femmes sont faites pour vaincre et régner ».

## Orchestre
La partition de Rossini requiert :
- 3 flûtes traversières, (la troisième jouant aussi du piccolo), 2 hautbois, 2 clarinettes, 2 bassons;
- 2 cors, 2 trompettes, 3 trombones;
- timbales, grosse caisse et cymbales, tambour;
- guitare;
- cordes.

Pour les récitatifs secs:
- piano-forte (violoncelle et contrebasse ad libitum).

## Discographie
- 2004 - Riccardo Frizza (chef d'orchestre), Chœur de Chambre de Prague  (Pražský komorní sbor), Orchestre symphonique de Galice (Orquesta Sinfónica de Galicia) - Annick Massis (Matilde), Juan Diego Flórez (Corradino), Hadar Halevy (Edoardo), Bruno Taddia (Raimondo), Carlo Lepore (Ginardo), Marco Vinco (Aliprando), Bruno De Simone (Isidoro) - Decca Records (enregistré lors du Rossini Opera Festival, Pesaro).
- 2012 - Michele Mariotti (chef d'orchestre), Orchestre et chœur du Teatro Comunale di Bologna - Olga Peretyatko (Matilde), , Anna Goryachova (Edoardo), Marco Filippo Romano (Raimondo), Juan Diego Flórez (Corradino), Simon Orfila (Ginardo), Nicola Alaimo (Aliprando), Paolo Bordogna (Isidoro) - Decca Records (enregistré lors du Rossini Opera Festival, Pesaro).

## Sources
- (it) Cet article est partiellement ou en totalité issu de l’article de Wikipédia en italien intitulé « Matilde di Shabran » (voir la liste des auteurs).